# Ikuo Kabashima
Ikuo Kabashima (蒲島 郁夫, Kabashima Ikuo) est un homme politique japonais, né le 28 janvier 1947 à Yamaga.
Il est élu au poste de gouverneur de la préfecture de Kumamoto en 2008.